# Chazemais
Chazemais is een gemeente in het Franse departement Allier (regio Auvergne-Rhône-Alpes) en telt 387 inwoners (1999). De plaats maakt deel uit van het arrondissement Montluçon.

## Geografie
De oppervlakte van Chazemais bedraagt 28,6 km², de bevolkingsdichtheid is 13,5 inwoners per km². Het is een van de gemeenten uit de streek die claimen het geografisch middelpunt van Frankrijk te zijn.
De onderstaande kaart toont de ligging van Chazemais met de belangrijkste infrastructuur en aangrenzende gemeenten.

## Demografie
Onderstaande figuur toont het verloop van het inwonertal (bron: INSEE-tellingen).
Vanwege een beveiligingsprobleem met de MediaWiki Graph-software is het momenteel niet mogelijk deze grafiek weer te geven. Zodra de software is bijgewerkt zal de grafiek vanzelf weer zichtbaar worden.